# Incident del Panay
L'Incident del Panay es va produir quan l'USS Panay: una canonera fluvial nord-americana va ser enfonsada en el riu Yangtze per bombarders navals japonesos el 12 de desembre de 1937, durant la Segona Guerra Sinojaponesa. En no ser bel·ligerants els Estats Units, l'enfonsament va provocar l'Incident del Panay.
L'atac a més d'enfonsar el vaixell va causar un mort i serioses ferides al seu capità, 43 mariners ferits, d'aquests, 11 de gravetat, i diversos civils com un periodista italià, Sandri, que va morir més tard. Aquest fet va provocar un incident no menor entre els EUA i el Japó i es van exigir reparacions per part dels Estats Units. Els japonesos van adduir un error d'identificació i van acceptar pagar una indemnització i deixar disculpes personals sobre el creuer Augusta, quan es va presentar en la regió.